# Higashiyamato

Higashiyamato (東大和市 Higashiyamato-shi?) este un municipiu din Japonia, zona metropolitană Tokyo.
Are o suprafață de 13,42 km². Populația este de 84.260 locuitori, determinată în 1 martie 2021.